# Autoridad Portuaria de Villagarcía de Arosa
La Autoridad Portuaria de Villagarcía de Arosa (el nombre oficial es «Autoridade Portuaria de Vilagarcía de Arousa») es uno de los 28 entes públicos conocidos como Autoridades Portuarias, que son los encargados del control de las instalaciones dependientes de Puertos del Estado llamadas «Puertos de Interés General». En su ámbito de actuación se encuentra el Puerto de Villagarcía.
Situada en la ría de Arosa, provincia de Pontevedra, Galicia, el puerto que gestiona es, desde hace más de 125 años, una referencia en la actividad comercial e industrial de la ría de Arosa y de Galicia.
La mayor apuesta de la Autoridad Portuaria es la «incorporación de valor añadido», en aspectos como la «optimización de infraestructuras» o la «excelencia en el servicio», así como la «captación de nuevos tráficos» y la «gestión comercial», claves para reforzar la posición de Villagarcía en el sistema portuario gallego y nacional.

## Historia

### Orígenes
El Puerto de Villagarcía, que empezó siendo un muelle embarcadero de hierro y madera de 400 m que terminó de construirse en 1893, se declaró de «interés general» en 1888. Este hito debe considerarse como la fecha de origen de la actual Autoridad Portuaria.

### Comisión Administrativa del Puerto
En 1924, a instancia de la «Cámara de Comercio de Villagarcía», por aquel entonces presidida por Elpidio Villaverde, y con el apoyo de las principales firmas comerciales de la época, se logra la creación de la Comisión Administrativa del Puerto», germen de la actual Autoridad Portuaria, con el objetivo de mejorar la capacidad de gestión de dicho puerto.
Treinta años más tarde, en 1954, se presentó, como borrador, el primer «Plan General del Puerto», con un presupuesto de 100 millones de pesetas. En 1956, de dicho plan se obtuvo el «Plan de ordenación del Muelle Comercial y sus Zonas anejas», el cual se aprobó en 1957, con un presupuesto final de 39 millones de pesetas.

### Junta del Puerto
En 1968, se promulga la «Ley 27/1968, de 20 de junio, sobre Juntas de Puertos y Estatuto de Autonomía», con lo que la Comisión Administrativa del Puerto de Villagarcía de Arosa, se convierte en Junta del Puerto de Villagarcía de Arosa.

### Autoridad Portuaria
Como consecuencia de la promulgación de la «Ley 27/1992, de 24 de noviembre, de Puertos del Estado y Marina Mercante», el 1 de enero de 1993 se creó la Autoridad Portuaria de Villagarcía de Arosa, que sucedió a la Junta del Puerto de Villagarcía como titular del puerto del mismo nombre.

## Presidentes

### Presidente actual
Desde el 27 de noviembre de 2020, la Autoridad Portuaria es presidida por José Manuel Cores Tourís.

### Presidentes anteriores
- Dª. Sagrario Franco Malvar (21 de julio de 2011 a 27 de noviembre de 2020).[7][8]
- D. Fernando Javier Puertas Castillo (10 de julio de 2009 a 21 de julio de 2011).[9][10]
- D. Joaquín Javier Gago López (11 de junio de 2007 a 10 de julio de 2009).[11][12]
- D. Jesús Paz Arias (3 de octubre de 2005 a 11 de junio de 2007).[13][14]
- D. Benito González Aller (18 de diciembre de 2001 a 3 de octubre de 2005).[15][16]
- D. Manuel Bouzas Moure (20 de abril de 1998 a 18 de diciembre de 2001).[17][18]
- D. José Luis Rivera Mallo (18 de septiembre de 1996 a 20 de abril de 1998).[19][20]
- D. Celso Callón Recuna (13 de julio de 1983 a 18 de septiembre de 1996).[21][22] (Presidente de la Junta del Puerto de Villagarcía de Arosa hasta el 1 de enero de 1993)[4].
- D. Manuel Piñeiro Acosta (5 de diciembre de 1968 a 13 de julio de 1983.[23][24] (Presidente de la Junta del Puerto de Villagarcía de Arosa).

## El puerto y su relación con la ciudad
La Autoridad Portuaria de Villagarcía tiene entre sus diferentes objetivos la «ordenación de la zona de servicio del puerto y de los usos portuarios, en coordinación con las Administraciones competentes en materia de ordenación del territorio y urbanismo», y la «planificación, proyecto, construcción, conservación y explotación de las obras y servicios del puerto, y el de las señales marítimas que tengan encomendadas». En este sentido, es la encargada de gestionar el Puerto de Villagarcía, el cual se compone, dentro de su Zona de Servicio, de los diferentes muelles en los que se realiza la actividad portuaria propia y aquellas zonas abiertas a la ciudadanía que ya no son aptas para dichas actividades portuarias.
Se pretende así, establecer una separación entre el «puerto ciudadano» —el más próximo al casco urbano— y el «puerto comercial e industrial» —el que forman parte los muelles con mayores calados y línea de atraque—, con el objetivo futuro de la liberación del muelle de «O Ramal», que se integrará en las zonas de titularidad portuaria susceptibles de acoger usos culturales, sociales, lúdicos, comerciales o deportivos.

## Ayudas a la navegación
La Autoridad Portuaria de Vilagarcía tiene asignados los faros y balizas, así como los terrenos afectados al servicio de estos y la inspección de las señales marítimas que se sitúan en el ámbito de costa que va desde la Punta del Remedio (La Coruña) hasta la Punta Abelleira (Pontevedra), es decir, entre el sur de la Ría de Corcubión, la Ría de Muros y la de Ría de Arosa. Del mismo modo también tiene a su cargo todas las ayudas a la navegación situadas dentro de su zona de servicio. La Autoridad Portuaria de Vilagarcía tiene a su cargo un total de 52 señales, de las cuales 7 son faros, 29 son balizas y 11 son boyas, además de tres señales ciegas y dos señales radioeléctricas, situadas estas en el Faro de Cabo Corrubedo y la isla de Rúa.